# Astynomowie

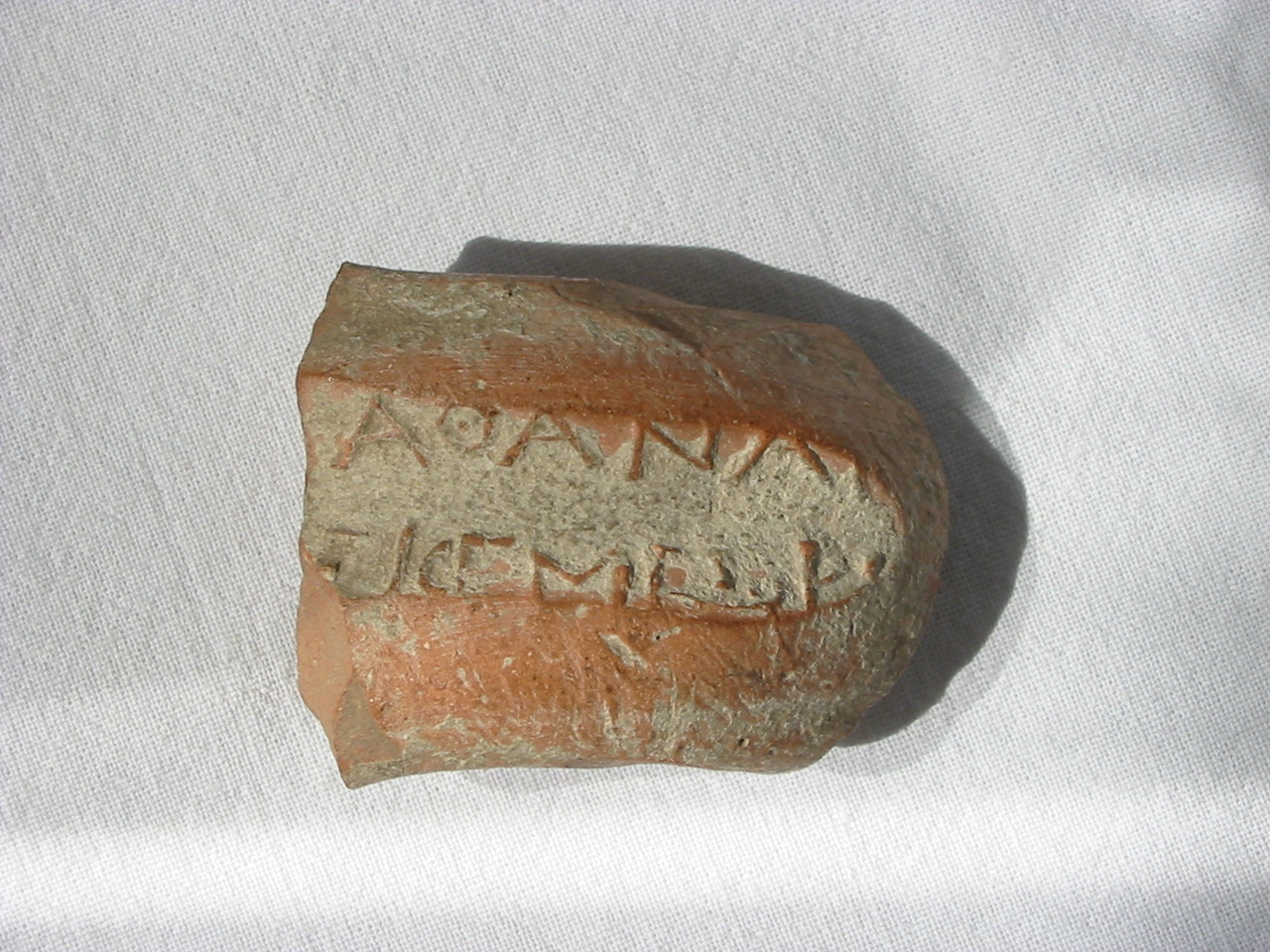
Pieczęć astynoma na imadle amfory handlowej (Chersonez Taurydzki, III/II w. p.n.e.)

Astynomowie (stgr. ἀστυνόμοι astynómoi) – wybieralni urzędnicy policyjni w miastach starożytnej Grecji.
Należał do nich nadzór porządkowo-obyczajowy. Wybierano ich na okres jednego roku przez losowanie. W Atenach tworzyli 10-osobowe kolegium wybierane z przedstawicieli wszystkich fyl: pięciu odpowiedzialnych było za obszar samego miasta, pozostałych pięciu za jego port – Pireus. Kontrolowali moralność publiczną (środowisko flecistek, tancerek, kurtyzan) oraz publiczny porządek podczas świąt. Nadzorowali czystość ulic miejskich, właściwe składowanie odpadów i zaopatrzenie w wodę (cysterny, wodociągi, studnie), a także czuwali nad przestrzeganiem przepisów budowlanych i nad planową rozbudową miasta (zwłaszcza nabrzeży portowych).
W Grecji określenie to zachowało się w nazwie dzisiejszej policji miejskiej – Astynomia Poleon (Αστυνομία Πόλεων).
W starożytności określenie astynomos stanowiło również przydomek opiekuńczych bogów miast (Zeusa, Apollona, Ateny) oraz miejscowych herosów eponimów.